# Tomás Reluz
Tomás Reluz y Quiñones (Ciempozuelos, 21 de diciembre de 1636-Oviedo, 12 de junio de 1706) fue un religioso dominico español, predicador de su majestad y calificador del Santo Oficio de la Inquisición, preconizado obispo de Oviedo en 1696. Recibió la consagración del inquisidor general Juan Tomás de Rocabertí.

## Biografía
Nació el 21 de diciembre de 1636 en Ciempozuelos. Estudió en los colegios dominicos vinculados a las universidades de Salamanca y Alcalá. Confesor y predicador del obispo de Sigüenza, fray Tomás Carbonell, del que a su muerte escribió la biografía, con su apoyo pasó a Madrid con cargo de prior del convento de Santo Tomás y padre maestro de su orden en 1688. El 22 de mayo de 1697 fue promovido para el puesto de obispo de Oviedo, puesto que ocuparía a partir del 22 de mayo de 1697 hasta su fallecimiento el 12 de agosto de 1706. En 1698 promovió un sínodo diocesano. Se le atribuye una gran caridad, pues parece ser que fue muy destacada su actuación durante la sequía de 1699, año en el que suspendió el sínodo y efectuó un reparto de grano entre la población. No dio pábulo y se opuso a las tesis propagadas por fray Froilán Díaz, confesor de Carlos II y por Antonio Álvarez Argüelles acerca del supuesto embrujamiento del monarca.
En su mandato se edificó la capilla del Rey Casto en la catedral de Oviedo, derribando la antigua capilla prerrománica de Santa María del Rey Casto.